# Saint-Nicolas-de-Redon
Saint-Nicolas-de-Redon är en kommun i departementet Loire-Atlantique i regionen Pays de la Loire i nordvästra Frankrike. Kommunen ligger i kantonen Saint-Nicolas-de-Redon som tillhör arrondissementet Châteaubriant. År 2022 hade Saint-Nicolas-de-Redon 3 304 invånare.

## Befolkningsutveckling
Antalet invånare i kommunen Saint-Nicolas-de-Redon
| Referens: INSEE |